# Tharsis Fradette
Pour les articles homonymes, voir Fradette.
 (février 2021).
La mise en forme du texte ne suit pas les recommandations de Wikipédia : il faut le « wikifier ».
Les points d'amélioration suivants sont les cas les plus fréquents :
- Les titres sont pré-formatés par le logiciel. Ils ne sont ni en capitales, ni en gras.
- Le texte ne doit pas être écrit en capitales (les noms de famille non plus), ni en gras, ni en italique, ni en « petit »…
- Le gras n'est utilisé que pour surligner le titre de l'article dans l'introduction, une seule fois.
- L'italique est rarement utilisé : mots en langue étrangère, titres d'œuvres, noms de bateaux, etc.
- Les citations ne sont pas en italique mais en corps de texte normal. Elles sont entourées par des guillemets français : « et ».
- Les listes à puces sont à éviter, des paragraphes rédigés étant largement préférés. Les tableaux sont à réserver à la présentation de données structurées (résultats, etc.).
- Les appels de note de bas de page (petits chiffres en exposant, introduits par l'outil «  Source ») sont à placer entre la fin de phrase et le point final[comme ça].
- Les liens internes (vers d'autres articles de Wikipédia) sont à choisir avec parcimonie. Créez des liens vers des articles approfondissant le sujet. Les termes génériques sans rapport avec le sujet sont à éviter, ainsi que les répétitions de liens vers un même terme.
- Les liens externes sont à placer uniquement dans une section « Liens externes », à la fin de l'article. Ces liens sont à choisir avec parcimonie suivant les règles définies. Si un lien sert de source à l'article, son insertion dans le texte est à faire par les notes de bas de page.
- La présentation des références doit suivre les conventions bibliographiques. Il est recommandé d'utiliser les modèles {{Ouvrage}}, {{Chapitre}}, {{Article}}, {{Lien web}} et/ou {{Bibliographie}}. Le mode d'édition visuel peut mettre en forme automatiquement les références.
- Insérer une infobox (cadre d'informations à droite) n'est pas obligatoire pour parachever la mise en page.

Pour une aide détaillée, merci de consulter Aide:Wikification.
Si vous pensez que ces points ont été résolus, vous pouvez retirer ce bandeau et améliorer la mise en forme d'un autre article.
 (février 2021).
Tharsis Fradette (né le 27 juillet 1942 à Manneville (Abitibi-Témiscamingue) et mort le 2 janvier 2021 (à 78 ans) à Amos, Québec, est un chanteur québécois, auteur-compositeur-interprète, de musique country. Entre 2002 et 2012, il a enregistré 10 albums.

## Biographie
Tharsis Fradette a grandi au sein d'une famille qui avait l'oreille musicale; son père jouait du violon et ses frères et sœur jouaient de plusieurs instruments : guitare, banjo, chant, etc. La musique a eu une grande place dans la vie de Tharsis, et cette passion s'est confirmée avec les années. Au début ce n'était qu'un simple passe-temps, mais avec les années, le désir de s'impliquer davantage dans le milieu de la musique était de plus en plus présent. 
Un jour, Tharsis a réalisé qu'il n'y avait plus de musique country en Abitibi-Témiscamingue, il a décidé de s'impliquer afin de faire rayonner à nouveau cette musique en région. 
Sa première implication a été en collaboration avec la Télévision Communautaire d'Amos TVC7; il a mis sur place une émission de vidéoclips country.
Dans le même ordre d'idées, Tharsis a organisé des soirées country qui obtenaient un bon succès. 
Depuis plusieurs années, Tharsis avait en tête des idées de chansons, il en a écrit des centaines.  C'est en 2002 qu'il décide se faire le grand saut et de concrétiser son rêve d'enfant : enregistrer un album country.  C'est au Studio Denis Champoux à Cap Rouge qu'il a enregistré son premier album, ainsi que les 9 autres. En tout, c'est plus de 300 chansons que Tharsis a composées. Son quotidien et sa famille font parmi de ses principales sources d'inspirations. Plusieurs de ses chansons sont dédiées aux membres de son entourage (Ma Jeanne, Jules mon frère Jules, Hommage à mon frère Noël, Mon beau frère Rosaire, Merci à toi Isabelle, Laurianne... petite fleur d'amour, etc.). La famille occupe une place importante dans la vie de Tharsis : il invite ses frères, Jules et Georges Fradette à participer à ses albums en jouant de la musique (guitares, banjo, mandoline). 

## Prix et dinstinctions
Tharsis a été sélectionné parmi les 10 finalistes du Prix étoiles GALAXIE de Radio-Canada au Festival Western de St-Tite en septembre 2004.

## Vie personnelle
Tharsis épouse Jeanne-d'Arc Gagné le 24 juillet 1971, et ensemble ils ont eu deux enfants.
Tharsis est un homme très actif et impliqué dans la communauté Amossoise. Avant de se lancer en musique, il a occupé plusieurs emplois, dans plusieurs domaines: ferme, épicerie, scierie, mines, confiserie, salle de sport, livreur de pizza, etc. Tharsis était un homme d'action et de défis, il a été propriétaire d'un dépanneur pendant plusieurs années ainsi que co-actionnaire et fondateur de la Salle de Quilles Amos inc. Cette passion pour les quilles l'a amené à organiser plusieurs tournois de quilles à Amos. Il a également animé pendant quelques années l'émission de télévision l'Heure des Quilles présenté à TVC7, la télévision communautaire d'Amos.
En octobre 2007, il prend sa retraite afin de se consacrer à la musique, jusqu'à son décès le 2 janvier 2021.

## Discographie
- Mon rêve d'enfant (2002)
- L'écho de ma voix! (2003)
- Au cœur d'la nuit (2004)
- Le temps des fêtes avec Tharsis Fradette (2005)
- Mon cœur fait boum (2006)
- 28 chemin de l'Anse (2007)
- Paradis enchanteur (2009)
- Pour vous mes amis (2010)
- Lauriane... petite fleur d'amour (2011)
- Chansons d'amour et d'humour (2012)[2]